# Microcreagris atlantica
Espèce
Microcreagris atlantica est une espèce de pseudoscorpions de la famille des Neobisiidae.

## Distribution
Cette espèce est endémique des États-Unis. Elle se rencontre de la Caroline du Nord au Mississippi.

## Publication originale
- Chamberlin, 1930 : A synoptic classification of the false scorpions or chela-spinners, with a report on a cosmopolitan collection of the same. Part II. The Diplosphyronida (Arachnida-Chelonethida). Annals and Magazine of Natural History, sér. 10, vol. 5, p. 1-48 & 585-620.